# Edmond Fromont
Louis Edmond Georges Hubert Fromont est un chimiste belge mort en 1962, inventeur du savon à la glycérine de pH neutre, breveté en Belgique en 1952 et aux États-Unis en 1958.

## Biographie
Edmond Fromont a inventé et commercialisé ce savon à la glycérine de [pH neutre sous les marques Neutrogena,, qu'il a créée et enregistrée internationalement en 1952, et Aquagena.